# Hora (Rožmitál na Šumavě)
Hora (též Horra, Harachy, Harrach) je zaniklá vesnice v katastrálním území Koryta u Hněvanova v obci Rožmitál na Šumavě. Patřila k rožmberskému panství a k zátoňské farnosti. V roce 1939 ji tvořilo sedmnáct domů, ve kterých žilo 93 německých obyvatel. V roce 1946 byli němečtí obyvatelé odsunuti a vesnice už nebyla osídlena.

## Název

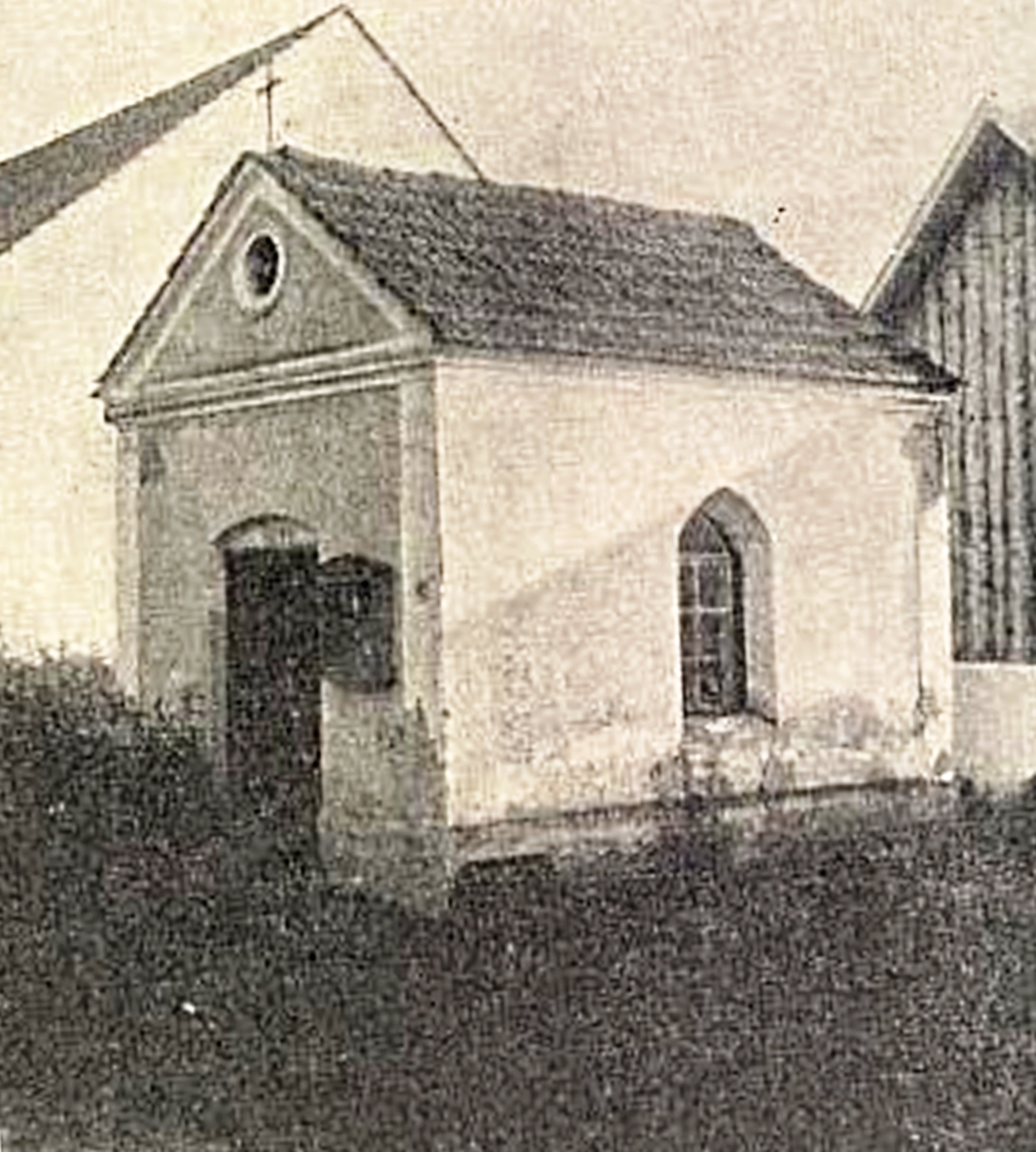
Kaple na návsi

Název vesnice byl odvozen z polohy v hornaté krajině. Původní tvar Hory se vlivem němčiny změnil na Harach. 
V písemných pramenech se název objevuje ve tvarech: de Horach (1272, 1300, 1313), de Hor (1363), de Huor (1372), „in omagium Harach“ (1379), Horrach (1598), Harrach (1654), Hora (1720, 1789), Horra a Hora (1841), Horachy a německy Hora (1854), Harachy a německy Hora (1916). Německý tvar Hora se používal v lidovém podání.

## Historie
První písemná zmínka o Hoře je z roku 1272. Pocházel z ní vladycký rod Harrachů, kteří ve vsi měli dvorec. Dvorec mohl od Rožmberků dostat Beneš Harrach, v letech 1259 až 1261 purkrabí na hradě Rožmberk. Harrachové vesnici vlastnili ještě v roce 1541, ale v druhé polovině 16. století se odstěhovali do Mezipotočí. 
Dle urbáře rožmberského panství z roku 1598 ve vsi Harrach robotovali tři sedláci. V polovině 18. století ve vsi stálo osm domů, z nichž dva byly mlýny. Do roku 1848 patřila ves pod panství Rožmitál a po zrušení patrimoniální správy se Hory staly osadou obce Čeřín.
Po druhé světové válce a odsunu německého obyvatelstva se ves vylidnila, nebyla znovu osídlena a postupně zcela zanikla.

## Obyvatelstvo
|           | 1869 | 1880 | 1890 | 1900 | 1910 | 1921 | 1930 | 1950 |
| --------- | ---- | ---- | ---- | ---- | ---- | ---- | ---- | ---- |
| Obyvatelé | 89   | 104  | 85   | 87   | 93   | 94   | 78   | —    |
| Domy      | 15   | 17   | 16   | 17   | 17   | 17   | 16   | 16   |